# Telstar 401
O Telstar 401 foi um satélite de comunicação geoestacionário construído pela Lockheed Martin, ele esteve localizado na posição orbital de 97 graus de longitude oeste e foi operado pela AT&T. O satélite era baseado na plataforma AS-7000. O mesmo parou de funcionar em 11 de janeiro de 1997.

## História
O Telstar 401 fazia parte da série Telstar 4 que foi o sucessor da série Telstar 3.
O Telstar 401 tornado-se inoperante durante uma tempestade geomagnética ocorrida em 11 de janeiro de 1997, devido a uma descarga elétrica. A AT&T pediu ao FCC para mover o Telstar 302 para a posição orbital do Telstar 401 para fornecer serviço temporário aos seus clientes.

## Lançamento
O satélite foi lançado com sucesso ao espaço no ano dia 12 de dezembro de 1993, por meio de um veículo Atlas-2AS, lançado a partir da Estação da Força Aérea de Cabo Canaveral, na Flórida, EUA. Ele tinha uma massa de lançamento de 3.775 kg.

## Capacidade e cobertura
O Telstar 401 era equipado com 24 transponders em banda C e 16 em banda Ku para prestar serviço de telecomunicação para a América do Norte.